# Joint venture
Joint venture (z ang. [ˌdʒɔɪnt ˈvɛntʃə], dosł. „wspólne przedsięwzięcie”) – podmiot utworzony wspólnie przez dwa (lub więcej) niezależne przedsiębiorstwa w celu realizacji określonego projektu lub wspólnego celu.

## Opis
Współudziałowcy joint venture wnoszą kapitał zakładowy, jak również dzielą między siebie zyski i koszty z prowadzonej wspólnie działalności.
W rzeczywistości jednak nie w każdym przypadku joint venture jest osobno powołaną spółką. Niekiedy może to być jedynie bardzo bliska współpraca dwóch podmiotów, które przeznaczyły kapitał na daną wspólnie realizowaną działalność i następnie rozliczają się, dzieląc koszty i przychody zgodnie z umową zawartą w momencie powstania joint venture, nie tworząc jednak oddzielnego podmiotu gospodarczego.
Celami tworzenia przedsięwzięcia typu joint venture są:
- uzyskanie dostępu do nowych rynków,
- poszerzenie posiadanych rynków zbytu,
- efekt synergii,
- dywersyfikacja ryzyka,
- uzyskanie efektów skali,
- zapewnienie dostępu do tańszych źródeł zaopatrzenia,
- wspólne opracowanie i wymianę technologii, a także
- pokonanie barier celnych i administracyjnych utworzonych przez kraj jednego z partnerów.

Przykładem przedsiębiorstwa joint venture na rynku światowym może być spółka Sony Ericsson, utworzona w 2001 roku przez japońską spółkę SONY Corporation oraz szwedzką spółkę´ Ericsson AB, zajmująca się projektowaniem, produkcją oraz sprzedażą telefonów komórkowych.

## Przedsiębiorstwa z udziałem kapitału zagranicznego w Polsce

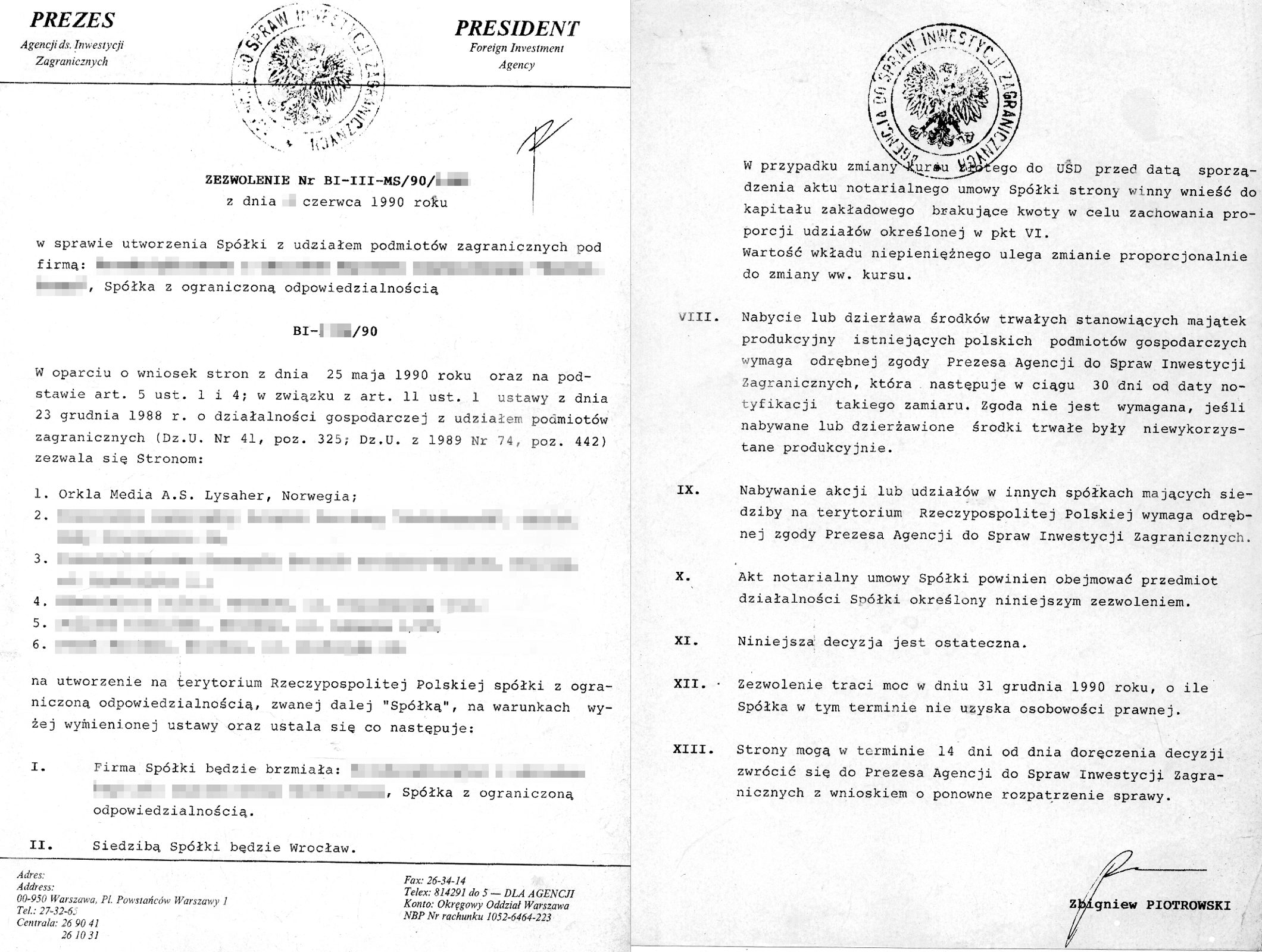
Zezwolenie Prezesa Agencji ds. Inwestycji Zagranicznych udzielone spółce joint venture w trakcie jej tworzenia w czerwcu 1990

Pojęcie przedsiębiorstwa z udziałem kapitału zagranicznego odnosi się w Polsce do przedsięwzięć, w których część kapitału zakładowego (założycielskiego) wniósł wspólnik, niebędący obywatelem polskim ani polską osobą prawną. Ten rodzaj przedsiębiorstw był od chwili jego dopuszczenia do polskiej przestrzeni gospodarczej pod koniec lat 80. XX w. i nadal jest traktowany nieco odmiennie od przedsiębiorstw, w których kapitał jest wyłącznie krajowy. Różnice te dziś w praktyce jednak nie są znaczne, ograniczają się do nieco odmiennej sprawozdawczości gospodarczej, choć inwestycje zagraniczne na dużą skalę – rzędu kilku milionów euro i więcej – często mogą liczyć na dodatkowe ulgi i korzyści.
Pierwotnie na utworzenie takiego przedsiębiorstwa, specjalną zgodę musiała wyrazić powstała w tym celu na przełomie lat 80. i 90. XX w. rządowa Agencja do Spraw Inwestycji Zagranicznych (potem – w 1992 przekształcono ją w Państwową Agencję Inwestycji Zagranicznych, a następnie – w 2003 – w Polską Agencję Informacji i Inwestycji Zagranicznych S.A.), której obowiązkiem była ocena rachunku opłacalności takiego wspólnego przedsięwzięcia. Obecnie nie jest to już zasadniczo wymagane, przy czym od tej zasady jest kilka do dziś utrzymywanych wyjątków, dotyczących joint ventures w dziedzinach np. przemysłu obronnego, obrotu nieruchomościami bądź zarządzania portami. Wszystkie powstające w tamtym okresie joint ventures uzyskiwały trzyletnie zwolnienie z podatku dochodowego (obecnie mogą na to liczyć tylko przedsięwzięcia o udziale zagranicznym ponad 2 mln. euro).
Ulgi podatkowe zaproponowane przedsiębiorstwom joint venture miały na celu zachęcenie zagranicznych przedsiębiorców do inwestowania w Polsce wówczas, kiedy się okazało, iż kapitał posiadany przez Polaków za granicą inwestowany w spółki polonijne jest zbyt ograniczony, aby dokapitalizować wyczerpaną dziesięcioleciami rządów „gospodarki planowej” gospodarkę Polski. Miał być też zachętą do wprowadzania do Polski nowych technologii (know-how). Zamierzenia te tylko po części okazały się skuteczne, ale mimo biurokratycznych problemów podczas tworzenia joint ventures powstało ich całkiem sporo, co stanowiło poważny impuls dla gospodarki, szczególnie bezpośrednio po rozpoczęciu transformacji ustrojowej w 1989 roku.

## Joint venture jako umowa nienazwana
Ze względu na wieloznaczność pojęcia joint venture nawiązującego raczej do zjawiska gospodarczego niż do kategorii prawnej, jego treść prawna i ekonomiczna nie jest do końca jasna. W Polsce do lat 90. pojęcie to rozumiane było jako pewien typ współpracy gospodarczej (inwestycja bezpośrednia) lub też jako jej określona forma prawna (spółka okolicznościowa, spółka cywilna). Współcześnie przyjmuje się, że umowa joint venture należy do szerszej kategorii porozumień kooperacyjnych i jest to umowa nienazwana, która ustanawia reguły kooperacji gospodarczej i uczestnictwa w realizacji wspólnego projektu, przy choćby częściowej zbieżności („wspólnocie”) interesów ich uczestników. Dwóch lub więcej przedsiębiorców zobowiązuje się w niej do trwałego lub jednorazowego wspólnego działania w zakresie ich działalności gospodarczej przy realizacji wspólnych celów (wspólnego przedsięwzięcia) na zasadzie wspólnych korzyści i wspólnego ponoszenia ryzyka.
Umowa joint venture prowadzić może do powstania stosunków o charakterze trwałym (np. syndykat czy pool) albo mieć za swój przedmiot jednorazowe, doraźne przedsięwzięcie gospodarcze (niektóre konsorcja).